# Купа на Народна република България 1984/85
Тази страница представя турнира за Купата на Народна република България, проведен през сезон 1984/85 година. Победителят и получава право на участие в турнира за КНК за следващия сезон.

## Предварителни кръгове
Разполагаме само с резултатите от финалния кръг.

## За 3 – 16 място

### за 15 – 16
| Спартак (Плевен) | 2:0 и 3:2 | Хеброс (Харманли) |

### за 13 – 14
| Локомотив (София) | 1:0 и 1:1 | Берое (Стара Загора) |

### за 11 – 12
| Нефтохимик (Бургас) | 2:3 и 3:1 | Черноморец (Бургас) |

### за 9 – 10
| Марек (Дупница) | 3:0 и 1:3 | Шумен (Шумен) |

### за 7 – 8
| Черно море (Варна) | 1:1 и 2:2 | Чирпан (Чирпан) |

### за 5 – 6
| Етър (Велико Търново) | 1:3 и .... | Беласица (Петрич) |

### за 3 – 4
| Тракия (Пловдив) | 2:1 | Локомотив (Пловдив) |

## Финал
| 2 май 1985, Национален стадион „Васил Левски“, гр. София, 30 000 зрители |     |                        |
|                                                                          |     |                        |
| ЦСКА Септемврийско знаме (София)                                         | 2:1 | Левски-Спартак (София) |

- Голмайстори:
  - 1:0 Славков (26), 2:0 Войнов (53), 2:1 Сираков-дуз (82)

| №  |  | Състав                |
| -- |  | --------------------- |
| 01 |  | Красимир Досев        |
| 02 |  | Красимир Безински     |
| 03 |  | Радослав Здравков 74' |
| 04 |  | Васил Тинчев          |
| 05 |  | Георги Димитров       |
| 06 |  | Костадин Янчев 78'    |
| 07 |  | Илия Войнов           |
| 08 |  | Георги Славков        |
| 09 |  | Лъчезар Танев         |
| 10 |  | Пламен Марков 89'     |
| 11 |  | Христо Стоичков       |

| №  |  | Състав              |
| -- |  | ------------------- |
| 01 |  | Борислав Михайлов   |
| 02 |  | Пламен Николов 73'  |
| 03 |  | Антони Здравков 59' |
| 04 |  | Петър Петров        |
| 05 |  | Николай Илиев       |
| 06 |  | Емил Велев          |
| 07 |  | Руси Гочев          |
| 08 |  | Наско Сираков       |
| 09 |  | Михаил Вълчев       |
| 10 |  | Емил Спасов 78'     |
| 11 |  | Николай Тодоров 59' |

| № |  | Резерви              |
| - |  | -------------------- |
|   |  | Павлин Шойлевски 74' |
|   |  | Йордан Димитров 89'  |

| № |  | Резерви             |
| - |  | ------------------- |
|   |  | Калин Банков 59'    |
|   |  | Мирослав Байчев 59' |

|  |  | Ст. треньор   |
|  |  | ------------- |
|  |  | Манол Манолов |

|  |  | Ст. треньор    |
|  |  | -------------- |
|  |  | Васил Методиев |

- Съдия: Аспарух Ясенов (София)

Срещата е прекъсната за няколко минути, когато двата отбора се сбиват на терена. След показани червени картони на Емил Спасов и Костадин Янчев, играта е възобновена и мачът завършва 2:1 за ЦСКА. Впоследствие, Българската федерация по футбол анулира този финал и купата е отнета от ЦСКА с решение на Секратариата на ЦК на БКП. Двата клуба са разформировани. От следващия сезон на тяхно място се появат клубовете „Средец“ и „Витоша“. През 1990 Купата на България за сезон 1984/1985 бе върната на ЦСКА.

## Крайно класиране за Купата на НРБ
- 1. ЦСКА Септемврийско знаме (София)
- 2. Левски-Спартак (София)
- 3. Тракия (Пловдив)
- 4. Локомотив (Пловдив)
- 5. Етър (Велико Търново)
- 6. Сливен (Сливен)
- 7. Черно море (Варна)
- 8. ФК Чирпан
- 9. Марек (Дупница)
- 10. Шумен (Шумен)
- 11. Нефтохимик (Бургас)
- 12. Черноморец (Бургас)
- 13. Локомотив (София)
- 14. Берое (Стара Загора)
- 15. Спартак (Плевен)
- 16. Хеброс (Харманли)
- 17. Славия (София)
- 18. Вихрен (Сандански)
- 19. ЖСК-Спартак (Варна)
- 20. Хасково (Хасково)
- 21. Розова долина (Казанлък)
- 22. Миньор (Бухово)
- 23. ФК Димитровград
- 24. Дунав (Русе)
- 25. Лудогорец (Разград)
- 26. Балкан (Ботевград)
- 27. Арда (Кърджали)
- 28. Рилски партизанин (Рила)
- 29. Ботев (Враца)
- 30. Академик (Свищов)
- 31. Осъм (Ловеч)
- 32. Локомотив (Горна Оряховица)
- 33. Спортист (Генерал Тошево)
- 34. Септемврийска слава (Михайловград)
- 35. Добруджа (Добрич)
- 36. Янтра (Габрово)
- 37. Миньор (Перник)
- 38. Велбъжд (Кюстендил)
- 39. Беласица (Петрич)
- 40. Слънчев бряг (Несебър)
- 41. Светкавица (Търговище)
- 42. Червено знаме (Павликени)
- 43. Спартак (Пловдив)
- 44. Пирин (Благоевград)
- 45. Пирин (Гоце Делчев)
- 46. Загорец (Нова Загора)
- 47. Локомотив (Русе)
- 48. Червено знаме (Кубрат)
- 49. Преслав (Велики Преслав)
- 50. Хемус (Троян)
- 51. Червена звезда (Дулово)
- 52. Калиакра (Каварна)